# Gekke grappen
Gekke grappen is het 35ste stripverhaal van Jommeke. De reeks wordt getekend door striptekenaar Jef Nys.

## Personages
- Jommeke
- Theofiel
- Marie

## Verhaal
Dit Jommekesalbum is een verzameling gagpagina's. Enkele gags:
- Jommeke wil zijn ouders verrassen en bakt een taart. Terwijl de taart in de oven staat, speelt Jommeke buiten. Hij is de taart vergeten met als gevolg dat zijn taart aangebrand is.
- Jommeke wil een cadeau voor zijn moeder kopen. Hij koopt een paraplu. Plots begint het te regenen. Marie vraagt waarom hij door de regen is gelopen waarop Jommeke de paraplu geeft.
- Jommeke herstelt een venster nadat hij die kapotgeschopt heeft met zijn voetbal. Daarna schopt hij hem per ongeluk opnieuw door het venster.
- Jommeke breekt de koortsthermometer en steekt een normale thermometer in de mond van zijn zieke vader.
- Jommeke wordt gestraft omdat hij zeepbellen blaast met de nieuwe pijp van zijn vader, waarop die gestraft wordt omdat hij die schoonmaakt met de nieuwe handdoek van Marie.
- Jommeke en Teofiel werken in de tuin. Jommeke maait het gras terwijl Teofiel de bloemen plant. Maar Jommeke rijdt ook de bloemen af.
- Jommeke poetst zijn schoenen. Marie en Teofiel vragen hem om ook hun schoenen te poetsen. Later krijgt Jommeke nog een lading schoenen, al vindt hij het niet meer zo leuk.
- Jommeke en Teofiel gaan naar een Chinees restaurant. Ze eten met stokjes in plaats van vorken, dit is echter lastig. Later komt er een Chinees langs die een vork gebruikt.
- Marie wil een haak in de muur slaan maar Teofiel en Jommeke vinden dat geen vrouwenwerk. Beiden slaan op hun vinger, waarop Marie dan maar zelf het werk doet.
- Jommeke is aan het schilderen, maar schiet daarna met pijl-en-boog op het doek. Teofiel wil hem troosten omdat hij denkt dat het schilderij mislukt is, maar het blijkt een schietroos te zijn.
- Jommeke en Theofiel worden verrast door een regenbui en Jommeke leidt zijn vader naar een verre schuilplaats waar ze wafels blijken te verkopen.
- Jommeke maakt geschilderde paaseieren voor zijn ouders, maar bij hun thuiskomst zitten enkele kippen erop te broeden.
- Jommeke valt door een oude hangmat en herstelt die door een ligzetel tussen de bomen te hangen.
- Een zekere Janssens komt op bezoek. Jommeke vindt hem vervelend met zijn grappen. Hij besluit om hem een koekje van eigen deeg te geven en vult zijn hoed met water.
- De nieuwe auto van Teofiel maakt voortdurend lawaai. Bij de garage blijkt het om de blikken doos knikkers van Jommeke te gaan.
- Marie vraagt Jommeke om boodschappen te doen. Hij verliest het boodschappenlijstje echter en vraagt aan een vriendje of hij zijn lijstje mag hebben. Gevolg: Jommeke koopt de verkeerde spullen.
- Jommeke en Teofiel gaan op jacht. Terwijl Teofiel op een konijn schiet, speelt Jommeke jachthond. Jommeke struikelt echter waarna Teofiel hem naar huis draagt. Marie valt flauw wanneer ze thuiskomen.
- Voor zijn verjaardag krijgt Jommeke een nieuw kostuum. Hij gaat wandelen. Later keert Jommeke terug, zijn kostuum is echter gescheurd. Zijn ouders zijn hier boos om. Hij blijkt twee vechtende jongens van elkaar gescheiden te hebben.
- Jommeke en Teofiel gaan hout hakken. Ze kiezen een boom en hakken hem omver. Ze hakken echter een telefoonpaal omver.
- Jommeke en Teofiel willen zonnebaden en smeren zich in. Tegen dat ze buiten zijn, regent het al.
- Teofiel wordt verzorgd voor een pijnlijke rug en voelt zich plots weer fris. Hij glijdt van de trapleuning, maar breekt daarbij zijn been.
- Een jankende kat houdt Jommeke wakker. Jommeke wil het dier van de muur halen en neemt een ladder. Wanneer hij op de muur is, valt de ladder op de grond.
- Een mug houdt Jommeke uit zijn slaap. Hij neemt de gifspuit om de mug te doden. Maar hij ademt zelf het gif in en valt flauw.
- Teofiel heeft een auto gekocht. Hij krijgt het ding niet aan de praat. Jommeke zorgt voor de oplossing: een groot zeil aan de wagen.
- Tijdens een familiefeest wordt een dienblad aangereden met onder het deksel Jommekes hoofd. De familie is in schock, maar het blijkt een grap van Jommeke te zijn.
- Een baby gooit zijn bal tegen het hoofd van een voetganger die denkt dat Jommeke dit deed en hem billenkoek geeft.
- Jommeke krijgt een nieuwe fiets en rijdt al snel twee maal lek. Hij plaatst een grote magneet voor zijn fiets.
- Jommeke breekt een vaas van zijn moeder en koopt een nieuwe. Hij struikelt echter en breek ook de nieuwe.
- Het neefje van Jommeke komt logeren. Hij vraagt om de haverklap om te drinken. Jommeke is dit beu en zet het kind bij het bad.
- Jommeke en Teofiel kopen een tapijt voor Marie, maar dit blijkt veel te groot te zijn.
- De familie gaat kamperen en beklimt een berg. Het begint te regenen, maar Jommeke is de tent vergeten.
- Jommeke wil kunstschilder worden. Hij neemt verf en penselen en maakt meteen een schilderij. Marie ziet het en laat hem een muur vol kalk smeren.
- Er is een lek in het dak en Jommeke moet een pot onder zetten. Het water loopt toch verder, want het blijkt een zeef te zijn.
- Jommeke speelt sinterklaas en staat hiervoor op stelten. Hij wordt ontmaskerd als hij met zijn stelten door een rioolput zakt.
- Jommeke moet buiten sneeuw opscheppen, maar wil er snel van af zijn door het met de stofzuiger op te zuigen. Die ontploft echter.
- Teofiel heeft een kerstboom gekocht. De kerstboom is echter veel te groot. Hij zaagt er stukken af tot er bijna niets meer van overblijft. Uiteindelijk moet Teofiel zelf kerstboom spelen.
- Het is Driekoningen. Jommeke gaat verkleed van deur tot deur zingen. Hij laat hierbij een ster aan een touwtje draaien. Tijdens het zingen krijgt hij de ster echter tegen zijn hoofd waarna hij ze weggooit.

## Achtergronden bij het verhaal
- Net als in het album Dolle fratsen is dit een gebundelde reeks oudere grappen uit de beginperiode toen Jommeke nog jonger was. De grappen van toen werden onder meer in dit album heruitgegeven.
- De verhalen dateren van voor de eigenlijke reeks, waardoor naast zijn ouders geen andere personages uit de reeks voorkomen.
- In 2019 verscheen een hertekende uitgave van dit album.[1]